# Сария
Сария (на испански: Comarca de Sarria; на галисийски: Sarria) е район (комарка) в Испания, част от провинция Луго на автономната област Галисия. Населението е около 23 000 души.

## Общини в района
- Инсио
- Ланкара
- Парадела
- Парамо
- Самос
- Сариа
- Триакастела